# Hathor (Csillagkapu)
Hathor a Csillagkapu című amerikai filmsorozat egyik kitalált fajának, a Goa’uldnak egyik képviselője.

## Szerepe a sorozatban
Hathor korábbi Goa’uld rendszerúr és egyben az első Goa’uld királynő. Ez azért is különleges, mert ő az egyetlen olyan aki hatalomhoz is jutott, lénye ellenére. A királynőket ugyanis a Goa’uldok szolgaként kezelik és fogva tartják rendszerint, mert csakis ők képesek a faj reprodukcióját véghezvinni.
Szaporodása aszexuális, ugyanakkor teljes tudását képes továbbadni a lárváknak, így azok születésüktől kezdve olyanok, mint „anyjuk”, jelen esetben gonoszak. Ismereteink szerint a Goa’uld rendszerurak mind Hathor gyermekei, Ré-t kivéve.

## Hathor életútja
A legelső és legidősebb rendszerúr lánya és felesége, aki az egyik legtekintélyesebb rendszerúrrá nőtte ki magát, még abban az időben, mikor a Tau'ri felett is a Goa’uld uralkodott. Később Ré bebörtönözte, egy dél-amerikai piramisban. Egész pontosan egy szarkofágba zárta, ahol egészen 1997-ig sztázisban feküdt. „Ébredése” után alig két perccel már gyilkolt.
Ezután útja egyenesen a Csillagkapuhoz vezetett. Így hamar rátalál a Csillagkapu Parancsnokságra. Itt egy általa termelt feromonnal (melyet a feljegyzések „Hathor lehelete”-ként emlegetnek) uralma alá hajtotta a férfiakat, akik ezután vakon engedelmeskedtek neki.
Eltervezte a Föld meghódítását. Lárvákat hozott létre és Jack O’Neill-ból jaffát csinált, egy a derekára helyezett szerkezet segítségével. Később Hathor szarkofágjának segítségével meggyógyították.
Végül Hathor "uralma" alól felszabadulva a CSK-1 (Daniel Jackson nélkül) ugyan, de legyőzte őt, végül azonban elhagyta a Tau'rit.
Fontos azonban, hogy a Goa'uld, a vereség után sem tett le arról, hogy meghódítsa a Földet. Sőt, mi több, újabb tervet eszelt ki, hogyan hajthatná uralma alá, az emberi faj bölcsőjét.
Erre a 2. széria utolsó epizódjában kapunk bizonyítékot.
Egy igen fondorlatos terv részeként csapdába csalja a CSK-1-et, majd elhiteti velük, hogy hibernált állapotban voltak és hogy jelenleg 2077-et írunk. A csapat minden tagját külön tartotta fogva és azt mondta (illetve emberei mondták nekik), hogy a CSK1 többi tagja halott.
Később rájönnek erre, és ekkor (immár személyesen) elmagyarázza, hogy immunissá váltak „Hathor leheletére” így szükséges volt a megtévesztés.
A csapat tagjaiból megpróbálja kiszedni a földi Chapaa’ai-t védő pajzs (Írisz) kódját.
A terv mindaddig sikeres, míg a Hathor soraiba beépült Tok’ra ügynök, segíteni nem kezd a csapat tagjainak. Jaffának adja ki magát, hogy Hathor első számú embere lehessen, azonban rövidesen lelepleződik és ezért valószínűleg életével fizet. Ugyanis Hathor kísérletet tesz arra, hogy Jack O’Neill-ból (ezúttal) gazdatestet csináljon, így szerezve meg a földi kaput védő pajzs kódját. A Tok’ra azonban, egy hűtési eljárással sikeresen megöli a szimbiontát (a Goa’uld parazitát). Ekkor talál rá a Goa’uld, aki kisebb számonkérés után rátámad. Tényleges sorsába nem nyerünk bepillantást, azonban a Hathor által okozott sérülései igen komolyak.
Mikor O’Neill-t Carter felébreszti, Hathor őt is megtámadja. Az ezredes azonban épp időben magához tér. Lefogja Hathort, aki ugyan megfenyegeti, de nincs abban a helyzetben, hogy célt érjen vele. Minthogy a Tok’ra tájékoztatta arról az ezredest, hogy a parazita nem bírja a hideget, az ezredes kérdés nélkül a (korábban általa megjárt) hűtőfolyadékba löki az „istennőt”, akinek élete ezzel véget is ér.
Hamarosan Hathor megmaradt embereire is vereséget mérnek a kapun keresztül, Teal'c vezetése alatt érkező Szabad Jaffák.